# Rémy Pech
Pour les articles homonymes, voir Pech (homonymie).
Rémy Pech est un historien français né le 11 novembre 1944 à Vinassan, dans l'Aude. Il est spécialiste de l'histoire rurale et viticole du sud de la France, de l'histoire du rugby, ainsi que de l'histoire politique du sud de la France, notamment la vie et l'œuvre de Jean Jaurès.
Il a publié de nombreux ouvrages de vulgarisation et plus d'une centaine d'articles académiques.

## Biographie
Passé par l'École normale supérieure de Saint-Cloud, Rémy Pech soutient ensuite sa thèse de doctorat en 1973 intitulée « Entreprise Viticole et capitalisme en Languedoc méditerranéen ». Il enseigne ensuite à l´université de Tours, puis à celle de Toulouse-Le Mirail (aujourd'hui Toulouse Jean-Jaurès) en tant que professeur d’histoire contemporaine.
Il devient directeur de l'UFR d'histoire, arts et archéologie de l'université Toulouse-Le Mirail, avant de présider cette même université de 2001 à 2006.
Une fois à la retraite il est nommé professeur émérite d’histoire contemporaine et président honoraire de l’Université Toulouse Jean-Jaurès.